# 大阪府立男女共同参画・青少年センター
大阪府立男女共同参画・青少年センター（おおさかふりつ だんじょきょうどうさんかく・せいしょうねんセンター）は、一般財団法人大阪府男女共同参画推進財団が運営する施設。愛称はドーンセンター。

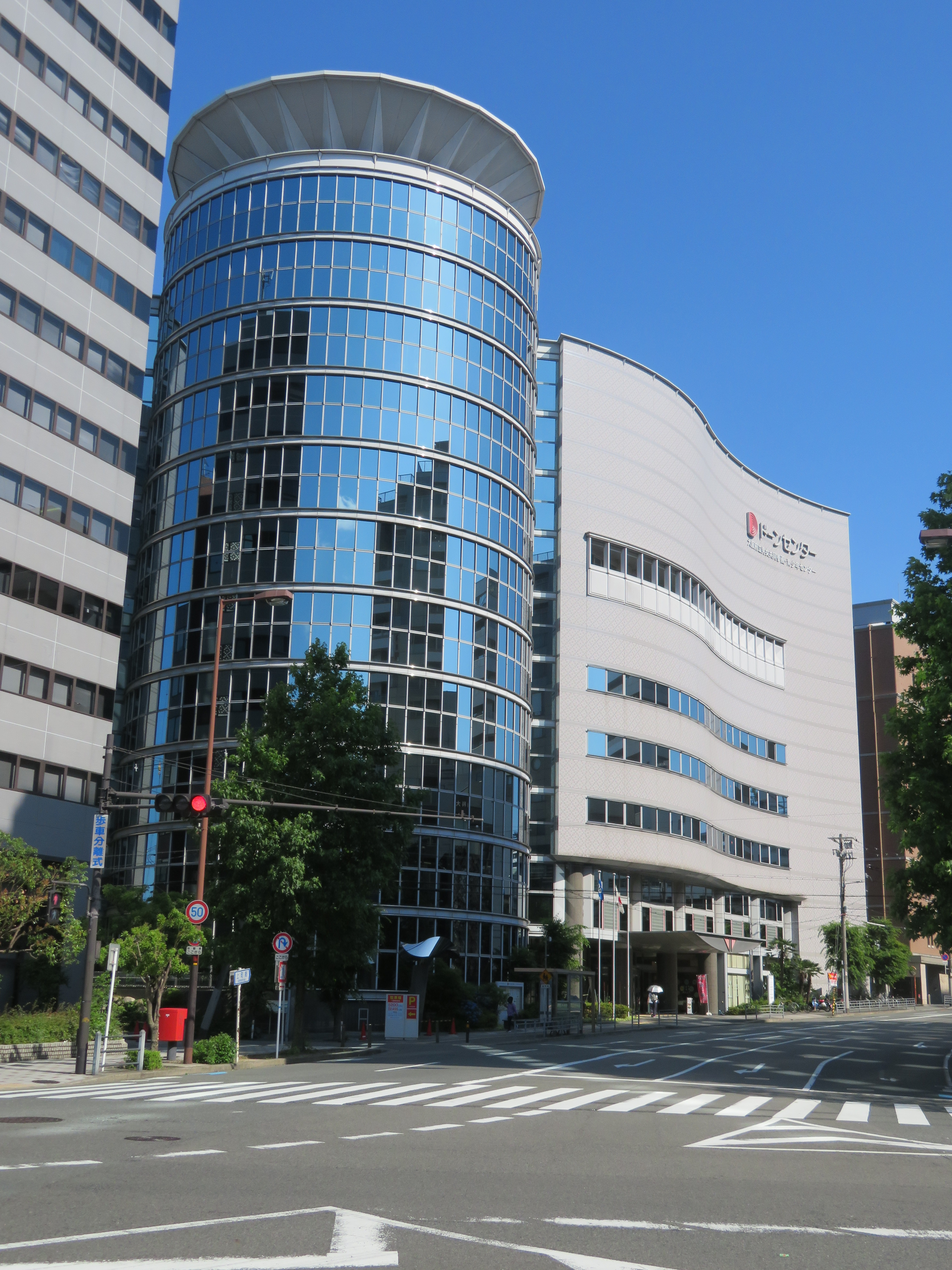
大阪府立男女共同参画・青少年センター

## 概要
- 所在地：大阪市中央区大手前1丁目3番49号
- 交通：京阪本線・地下鉄谷町線 天満橋駅徒歩5分

男女共同参画社会の実現に寄与することを目的として、大阪府が主体となり、1994年（平成6年）4月1日に大阪府立女性総合センター（おおさかふりつじょせいそうごうセンター）として設立された。乳幼児を抱える女性に配慮された親子室を完備した500席収容のホールを持つ。2009年（平成21年）4月1日に現在の名称となった。

## 大阪府財政問題
大阪府の橋下徹知事が打ち出した大阪府財政再建プログラムの中で、当施設を運営する男女共同参画推進財団に関して、「平成22年度からの自立化」が打ち出された。
これを受けて財団は2010年（平成22年度）から「自立化プラン」を実行し2012年（平成24年）度の公益財団法人への移行を目指している。これにより、施設そのものは存続する方向となった。

## 協力機関
- ソウル女性プラザ [1]